# Palau de Leh

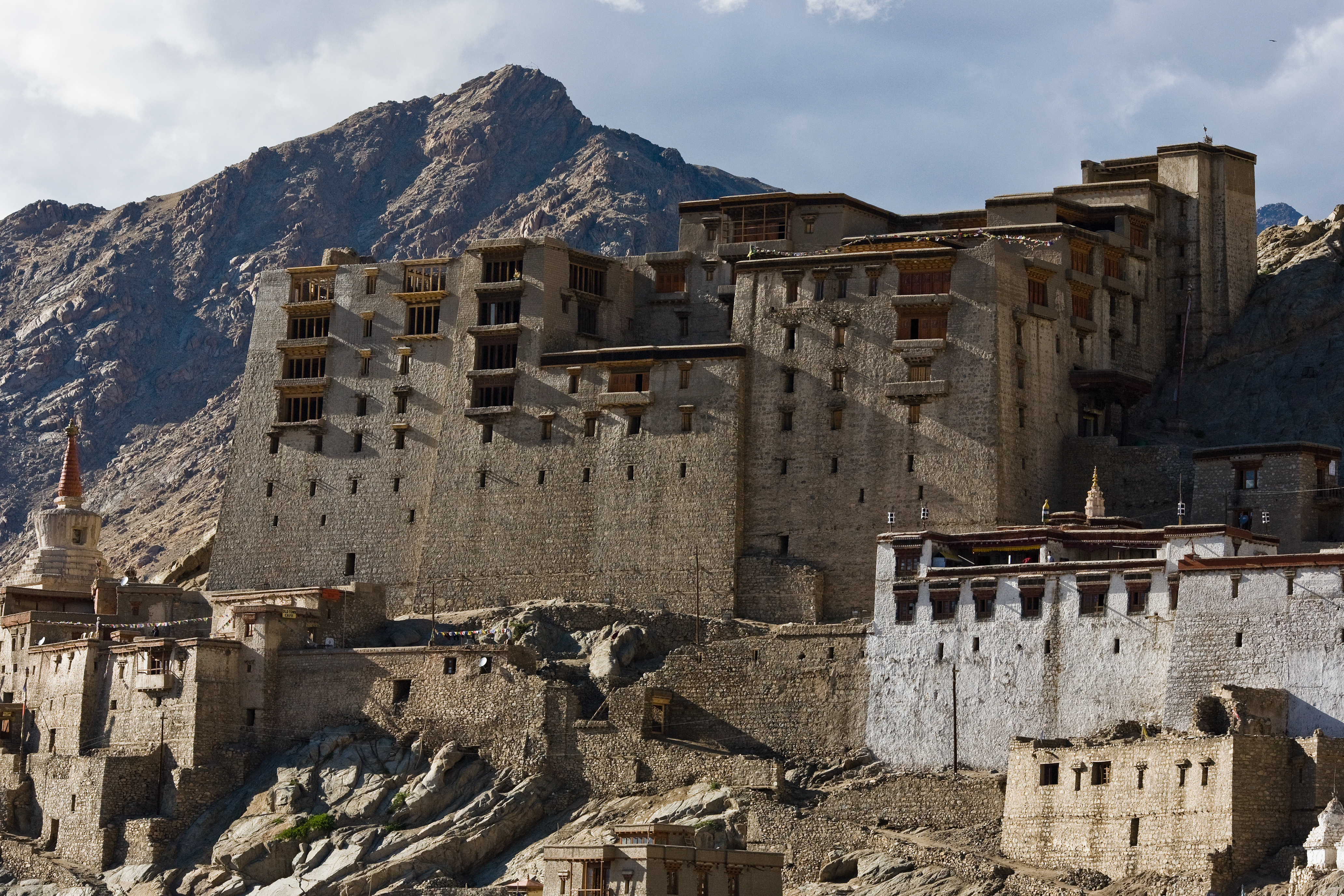
El palau reial en ruïnes a Leh.

El palau de Leh és un antic palau reial amb vistes a la ciutat himàlaia ladakhi de Leh. Modelat a partir del palau de Potala a Lhasa, Tibet, el palau va ser construït pel rei Sengge Namgyal al segle xvii. Té nou pisos d'alçada. Als pisos superiors s'acomodaven a la família real, mentre que els pisos inferiors mantenien estables i petites habitacions. Ara és una atracció turística, oberta tots els dies de la setmana, inclosa en la ruta d'moansteris de Ladakh.

## Descripció
El palau en ruïnes està sent restaurat per l'Archaeological Survey of India. El palau està obert al públic i la teulada ofereix vista panoràmica de Leh i els seus voltants. La muntanya Stok Kangri a la serralada de Zangskar és visible a través de la vall del riu Indus al sud, amb la serralada de Ladakh que puja darrere del palau al nord. Tot i ser dissenyada a partir del model del palau de Potala, antiga residència del Dalai Lama, encara és molt més petita en mesura.
El Museu del Palau alberga una rica col·lecció de joies, adorns, vestits cerimonials i corones. Les pintures thangka o sooth tibetanes que tenen més de 450 anys d'antiguitat, amb dissenys intricats, conserven colors brillants i agradables derivats de gemmes i pedres triturades i en pols. El quart pis del palau alberga el temple de Dukhar, que consagra la imatge dels mil braços de la seva deïtat, deessa Tara.

## Història
La construcció del palau al turó de Tsemo, a Leh, antiga capital del regne de Ladakh, va ser iniciada per Tsewang Namgyal, el fundador de la dinastia Namgyal de Ladakh en 1553 i va ser acabat pel seu nebot Sengge Namgyal. El palau va ser abandonat quan les forces de Dogra van prendre el control de Ladakh a mitjans del segle xix, i la família reial es va moure al palau d'Stok.